# Annette Huber-Klawitter
Annette Huber-Klawitter (née Huber, Frankfurt am Main, 23 de maio de 1967) é uma matemática alemã, professora da Universidade de Freiburg.
Huber-Klawitter iniciou sua carreira acadêmica na Universidade de Frankfurt. Obteve um doutorado na Universidade de Münster em 1994, orientado por Christopher Deninger. Recebeu o Prêmio EMS de 1996. Foi palestrante convidada do Congresso Internacional de Matemáticos em Pequim. Em 2012 foi eleita fellow da American Mathematical Society.

## Obras
- Mixed Motives and their realization in derived categories, Lecture notes in Mathematics 1604, 1995
- com J. Wildeshaus: Classical motivic polylogarithm according to Beilinson and Deligne. Doc. Math. 3 (1998), 27–133
- com G. Kings: Degeneration of l-adic Eisenstein classes and of the elliptic polylog. Invent. Math. 135 (1999), no. 3, 545–594.
- Was wir über Gleichungen vom Grad 3 (nicht) wissen: Elliptische Kurven und die Vermutung von Birch und Swinnerton-Dyer, in Katrin Wendland, Annette Werner (Herausgeber) Facettenreiche Mathematik. Einblicke in die moderne mathematische Forschung für alle, die mehr von Mathematik verstehen wollen, Vieweg/Teubner 2011, p. 215–236
- com Stefan Müller-Stach: Periods and Nori motives, Springer, Ergebnisse der Mathematik und ihrer Grenzgebiete, 2017